# Athetis pallicornis
Athetis pallicornis är en fjärilsart som beskrevs av Felder 1874. Athetis pallicornis ingår i släktet Athetis och familjen nattflyn. Inga underarter finns listade i Catalogue of Life.